# Административно деление на Салвадор
Салвадор е разделен на 14 департамента, които са допълнително разделени на общо 262 общини.
Департаментите са:
1. Ауачапан
2. Кабаняс
3. Чалатенанго
4. Кускатлан
5. Ла Либертад
6. Ла Пас
7. Ла Унион
8. Морасан
9. Сан Мигел
10. Сан Салвадор
11. Сан Висенте
12. Санта Ана
13. Сонсонате
14. Усулутан